# Câu lạc bộ bóng đá trẻ Empoli F.C.
Đội Trẻ Empoli FC (tiếng Ý: Settore Giovanile) bao gồm đội bóng dưới 19 tuổi và học viện của câu lạc bộ bóng đá chuyên nghiệp Ý Empoli FC. Đội hình dưới 19 tuổi thi đấu ở bảng B của Campionato Nazionale Primavera. Đội bóng Primavera đã giành chức vô địch năm 1998-99.

## Danh dự
- Campionato Nazionale Primavera
  - Nhà vô địch (1): 1998-99